# Birger Bohlin
Birger Bohlin (ur. 1898 w Uppsali, zm. 1990) – szwedzki paleontolog badający głównie skamieniałości z Chin.

## Życiorys
Bohlin urodził się w 1898 roku w Uppsali, gdzie później studiował na uniwersytecie. W 1927 roku doktoryzował się pod kierunkiem Carla Wimana – praca doktorska dotyczyła kopalnych żyrafowatych z Chin. W tym samym roku Bohlin wyjechał do Chin, by uczestniczyć w wyprawie, której celem było odnalezienie większej ilości szczątków wymarłych hominidów. Początkowo jego miejsce miał zająć Wiman, jednak odmówił, natomiast Bohlina polecił inny szwedzki paleontolog Johann Gunnar Andersson. Pod koniec 1928 roku wyprawie skończyły się środki darowane przez Fundację Rockefellera. Wówczas Bohlin poznał szwedzkiego odkrywcę Svena Hedina, który miał zorganizować ekspedycje do Mongolii Zewnętrznej, Gansu i Sinciangu – Bohlin wziął w nich udział jako paleontolog. W trakcie wypraw, w latach 1929–1933, odkrył wiele skamieniałości, zwłaszcza oligoceńskich ssaków z Taben Buluk, kredowych gadów i karbońskich roślin. Opisał te skamieniałości w kilkudziesięciu monografiach i licznych krótszych artykułach naukowych. W 1933 roku powrócił do Uppsali, gdzie początkowo wykładał na uniwersytecie, a później aż do emerytury uczył biologii w szkole średniej. W późniejszych latach Bohlin nie zajmował się już chińskimi kopalnymi kręgowcami, skoncentrował się na badaniach kopalnych roślin.
Bohlin nazwał wiele nowych dla nauki taksonów, m.in. dinozaury Chiayusaurus lacustris, Heishansaurus pachycephalus czy Peishansaurus philemys, natomiast na jego cześć nazwano gatunki Crichtonsaurus bohlini i „Nanshiungosaurus” bohlini.